# Pseudepaphra fuscovittata
Pseudepaphra fuscovittata là một loài bọ cánh cứng trong họ Cerambycidae.